# Аботени
Аботени — в мифологии народов тибето-бирманской группы ади (дафла, мири, сулунгов, апатани и других народов гималайского района на северо-востоке Индии) первый человек, от потомков которого ведут происхождение эти народы.
Аботени жил в местности Супунг, которая находилась где-то на востоке Гималаев. От первых трёх жён Аботени родились различные существа земли и неба, от четвёртой — Джамир Гимбаре — сын Аблома, предок ремесленников, создавший бронзовые вещи, в том числе тибетские колокола. Злые духи отняли у Аботени его жён. Но Аботени угрожал поразить из лука солнце и луну и разрушить весь мир. Духи тогда дали ему жену Зукхумане, по её совету Аботени бежал от духов с женой и сыном. Зукхумане захватила с собой два бамбуковых сосуда: в одном оказались рис и домашние животные, в другом — первые люди. Духи, в конце концов, нашли беглецов. Чтобы умиротворить духов, Аботени и его потомкам пришлось приносить им регулярные жертвы.